# 盧安 (密西西比州)
盧安（英語：Louin）是位於美國密西西比州賈斯珀縣的城鎮。

## 人口
根據2020年美國人口普查的數據，盧安的面積為15.75平方千米，當中陸地面積為15.70平方千米，而水域面積為0.04平方千米。當地共有人口275人，而人口密度為每平方千米17人。